# لورين هاتون
لورين هاتون (بالإنجليزية: Lauren Hutton)‏ هي عارضة وممثلة أمريكية، ولدت في 17 نوفمبر 1943 في الولايات المتحدة.

## أعمال

### أفلام
- (1981) أبوة
- (1998) 54[4]
- (2009) عائلة جونز
- (2018) أشعر أنني جميلة

## وصلات خارجية
- لورين هاتون على موقع IMDb (الإنجليزية)
- لورين هاتون على موقع ألو سيني (الفرنسية)
- لورين هاتون على موقع تيرنر كلاسيك موفيز (الإنجليزية)
- لورين هاتون على موقع أول موفي (الإنجليزية)
- لورين هاتون على موقع قاعدة بيانات الأفلام السويدية (السويدية)
- لورين هاتون على موقع إن إن دي بي (الإنجليزية)
- لورين هاتون على موقع قاعدة بيانات الفيلم (الإنجليزية)
- لورين هاتون على موقع كينوبويسك (الروسية)
- لورين هاتون على موقع دليل عارضات الأزياء (الإنجليزية)